# Rallye de Bulgarie
Le rallye de Bulgarie est une épreuve sur asphalte du championnat du monde des rallyes pour la première fois en 2010, s'organisant autour de la station de Borovets.

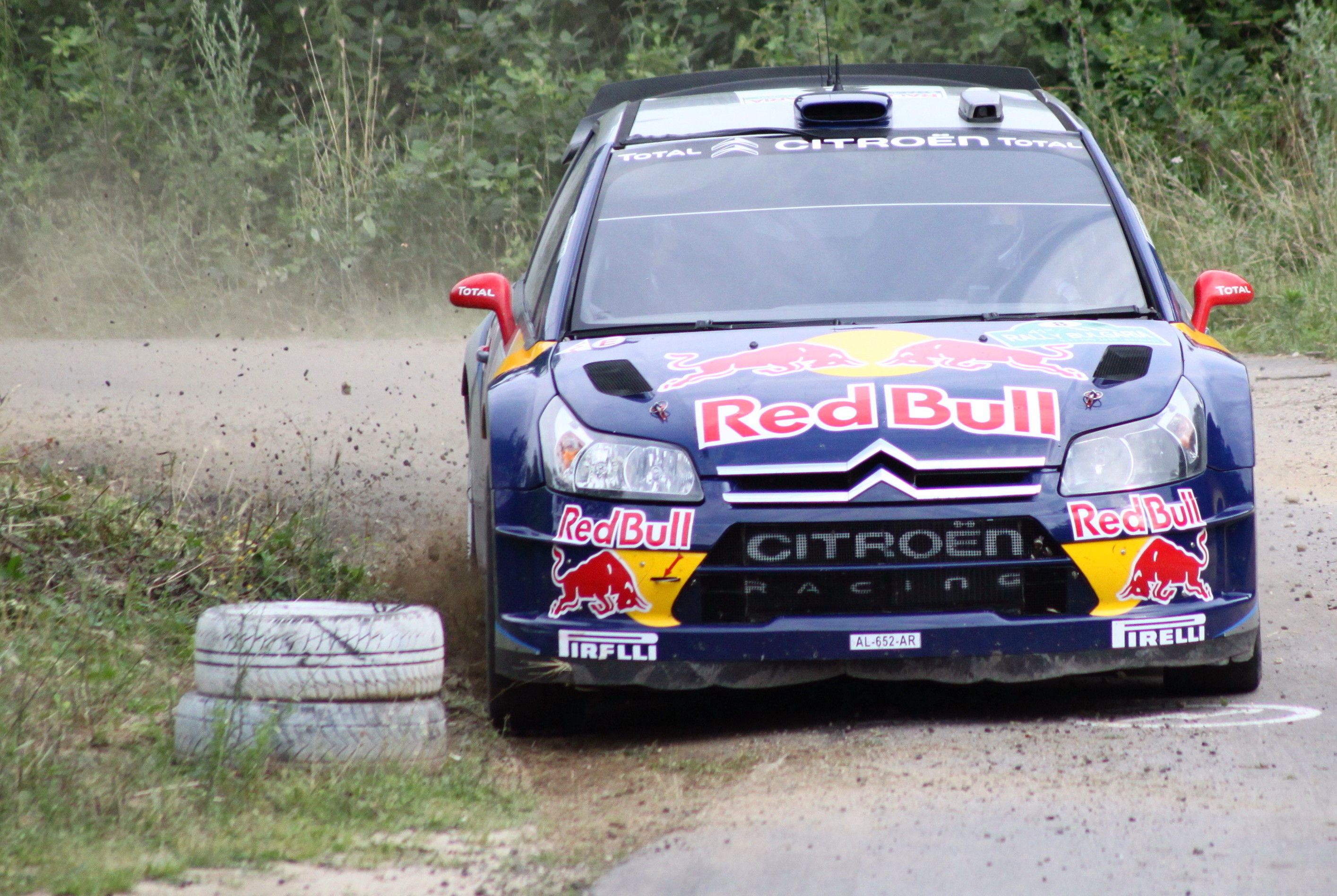
Kimi Räikkönen dans la 7e spéciale "Lyubnitsa" de la du rallye de Bulgarie, en 2010.

## Histoire

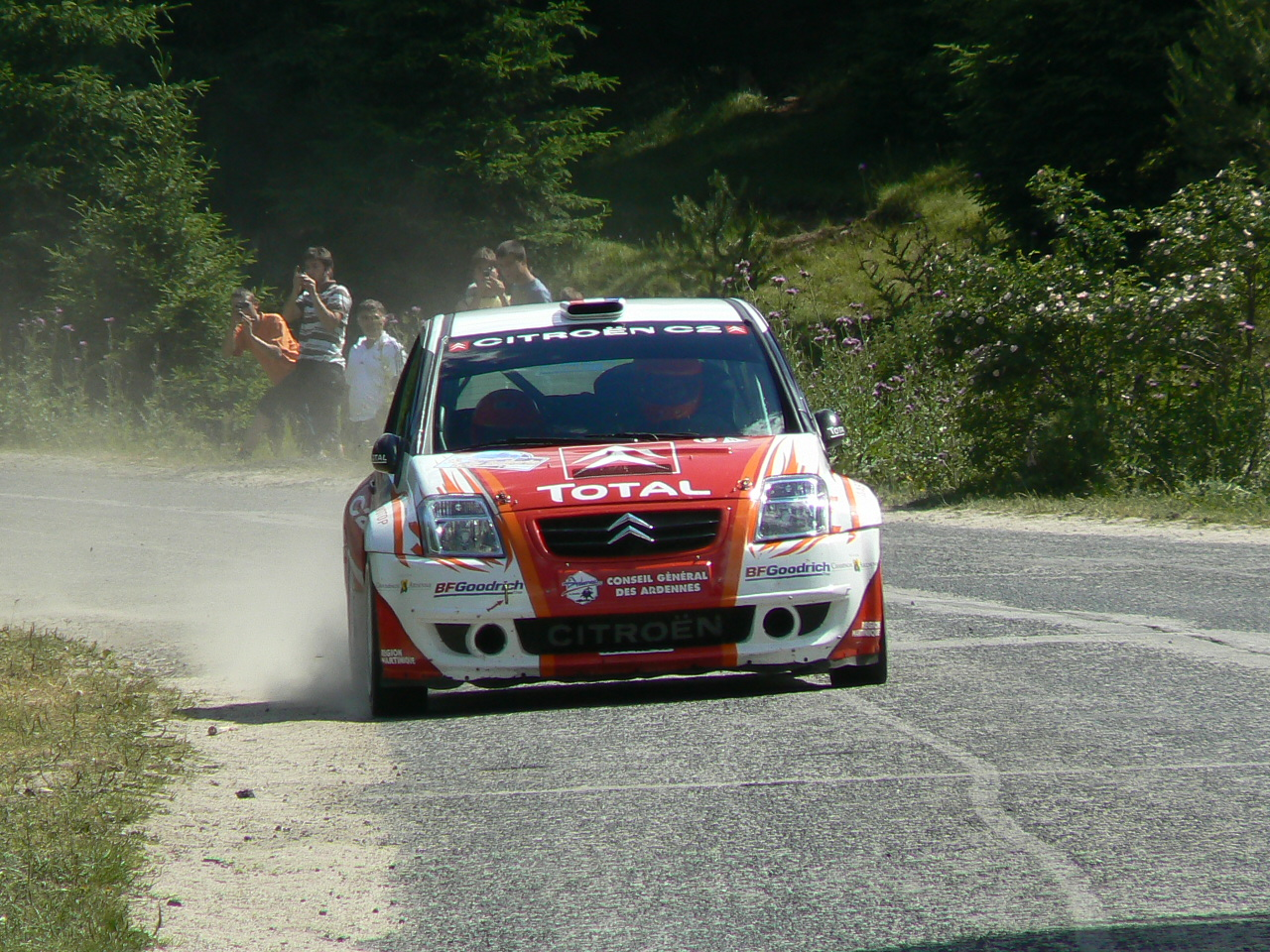
Simon Jean-Joseph sur Citroën C2 S1600 (2007).

Connu durant ses vingt premières années d'existence sous le nom de Zlatni Piassatzi (rallye « des sables d'or »), il débute le 12 juin 1970 devant l'hôtel international d'Albena, dénommé à l'identique. Ses étapes spéciales passent alors par Sliven, Choumen, Tvarditsa, ou encore Elena, essentiellement dans le massif du Grand Balkan (Stara planina) au centre du pays.
En 2003 le rallye perd sa localisation centrale et en littoral, pour rayonner dans le sud-ouest bulgare à partir des monts du Rila, ce qui permet de raccourcir les tronçons de liaisons. Borovetz est ainsi le siège de la course depuis cette date.
Antonio Zanini, Enrico Bertone et Giandomenico Basso l'ont remporté à trois reprises, dans le cadre du Championnat d'Europe des rallyes.

## Palmarès

### WRC
| Année | Pilote         | Copilote     | Voiture        |
| ----- | -------------- | ------------ | -------------- |
| 2010  | Sébastien Loeb | Daniel Elena | Citroën C4 WRC |

### Général

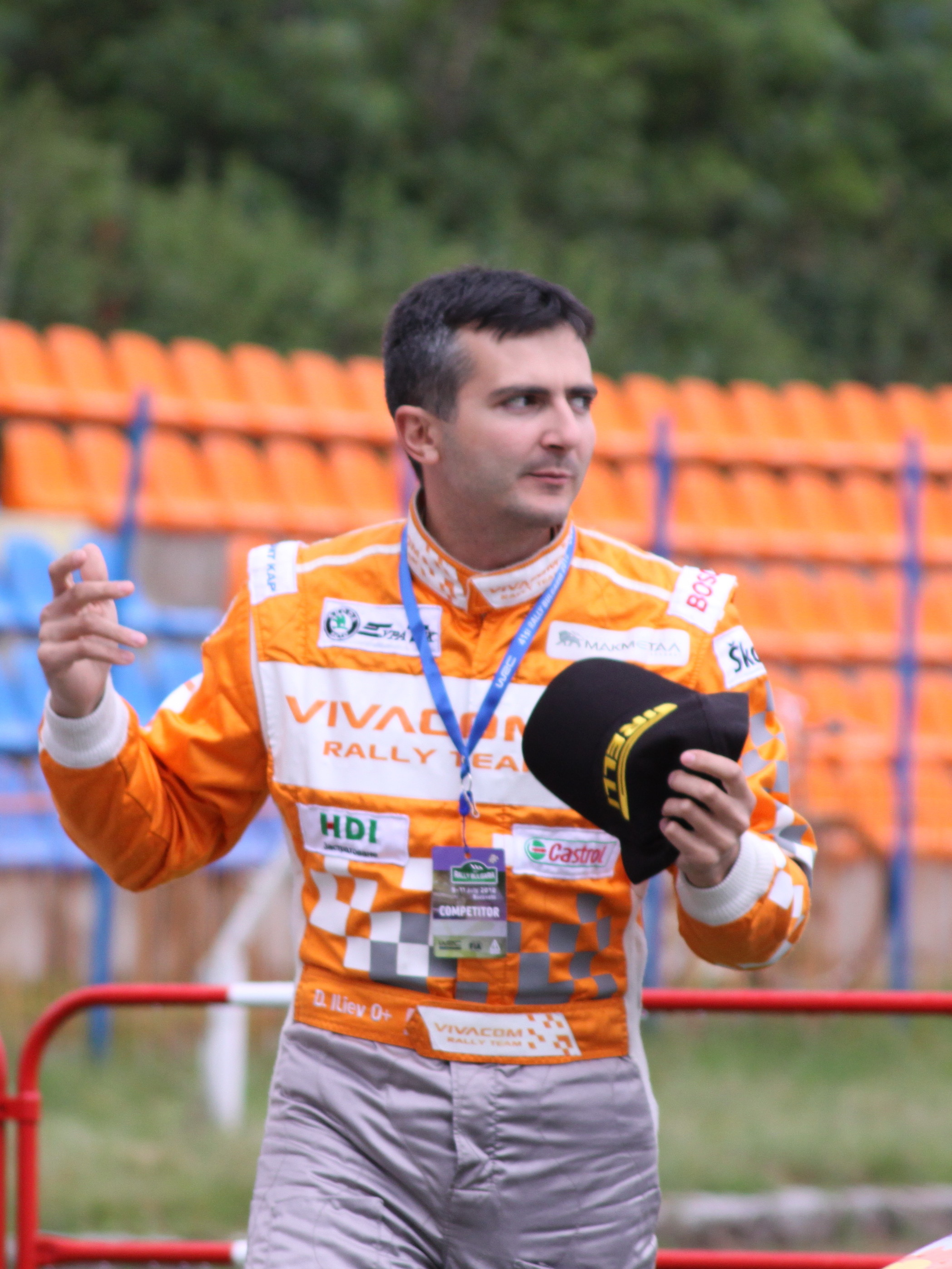
Dimitar Iliev, troisième bulgare vainqueur, en 2007.

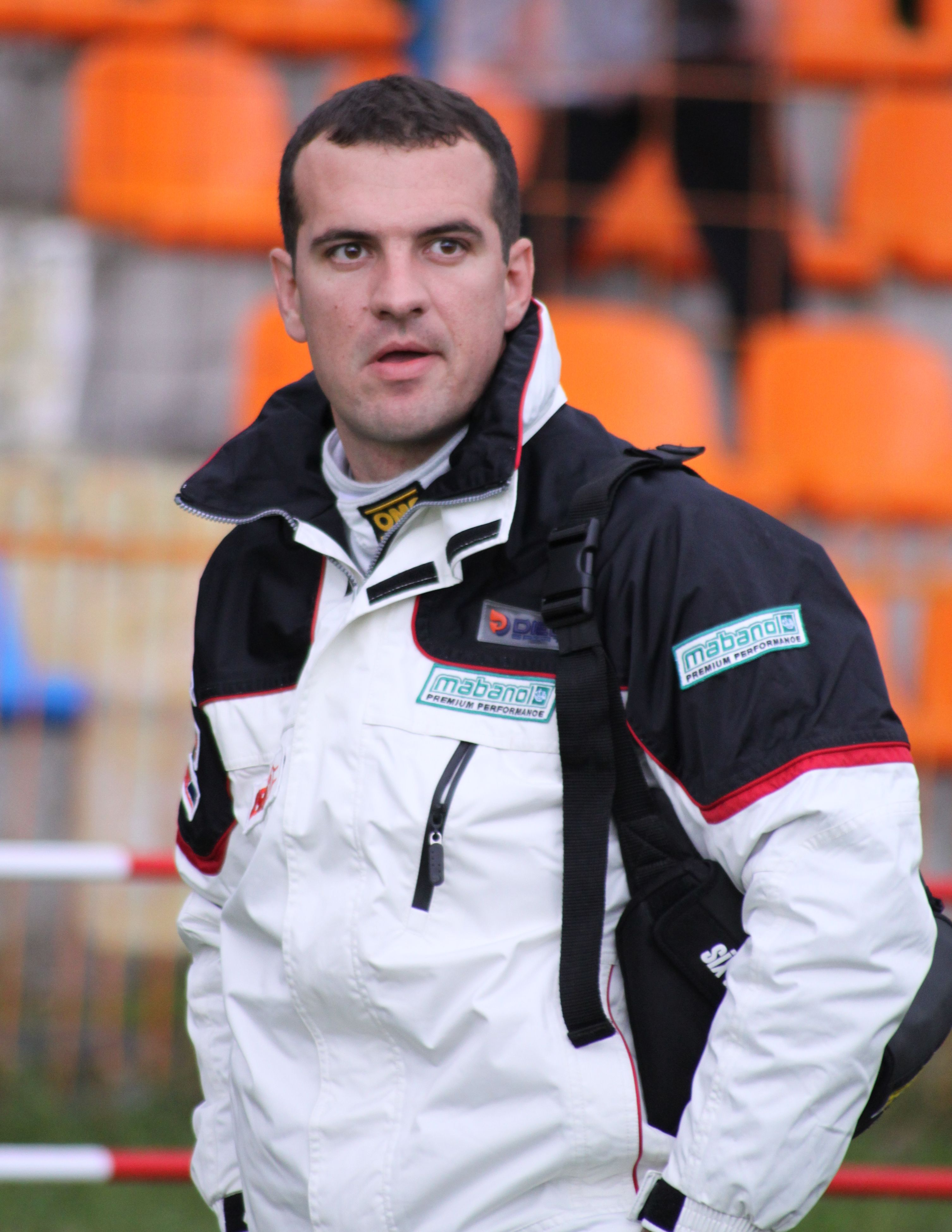
Krum Donchev, cinquième bulgare vainqueur, en 2008.

| Année | Édition                                       | Pilote               | Copilote            | Véhicule                            | Championnal                           |
| ----- | --------------------------------------------- | -------------------- | ------------------- | ----------------------------------- | ------------------------------------- |
| 1970  | 1er Rallye Albena - Zlatni Piassatzi - Sliven | Reiner Altenheimer   | Hellenz Koller      | Porsche 911                         | National                              |
| 1971  | 2e Rallye Albena - Zlatni Piassatzi - Sliven  | Ilia Tchoubrikov     | Kolio Tchoubrikov   | Renault-Alpine 1600                 | National                              |
| 1972  | 3e Rallye Albena - Zlatni Piassatzi - Sliven  | Sobieslaw Zasada     | Richard Ziskowski   | Porsche 911                         | National                              |
| 1973  | 4e Rallye Albena - Zlatni Piassatzi - Sliven  | Sergio Barbasio      | Luigi Macaluso      | Fiat 124 Abarth                     | ERC                                   |
| 1974  | 5e Rallye Albena - Zlatni Piassatzi - Sliven  | Attila Ferjáncz      | Jeno Zsemberi       | Renault 12 Gordini                  | ERC                                   |
| 1975  | 6e Rallye Albena - Zlatni Piassatzi - Sliven  | Fulvio Bacchelli     | Bruno Scabini       | Fiat 124 Abarth                     | ERC                                   |
| 1976  | 7e Rallye Albena - Zlatni Piassatzi - Sliven  | Andrzej Jaroszewicz  | Bruno Scabini       | Lancia Stratos                      | ERC                                   |
| 1977  | 8e Rallye Albena - Zlatni Piassatzi - Sliven  | Reiner Alterheimer   | Horwik Dieter       | Porsche 911 Carrera                 | ERC                                   |
| 1978  | 9e Rallye Albena - Zlatni Piassatzi - Sliven  | Franz Wittmann       | Helmut Deimel       | Opel Kadett                         | ERC                                   |
| 1979  | 10e Rallye Albena - Zlatni Piassatzi - Sliven | Antonio Zanini       | Juan-Jose Petisco   | Fiat 131 Abarth                     | ERC                                   |
| 1980  | 11e Rallye Albena - Zlatni Piassatzi - Sliven | Antonio Zanini       | Jordi Sabater       | Porsche 911 C                       | ERC                                   |
| 1981  | 12e Rallye Albena - Zlatni Piassatzi - Sliven | Adartico Vudafieri   | Arnaldo Bernacchini | Fiat 131 Abarth                     | ERC                                   |
| 1982  | 13e Rallye Albena - Zlatni Piassatzi - Sliven | Andrea Zanussi       | Arnaldo Bernacchini | Fiat 131 Abarth                     | ERC                                   |
| 1983  | 14e Rallye Albena - Zlatni Piassatzi - Sliven | Antonio Zanini       | Pedro Carcia        | Talbot Sunbeam Lotus                | ERC                                   |
| 1984  | 15e Rallye Albena - Zlatni Piassatzi - Sliven | Carlo Capone         | Sergio Cresto       | Lancia Rally 037                    | ERC                                   |
| 1985  | 16e Rallye Albena - Zlatni Piassatzi - Sliven | Dario Cerrato        | Giuseppe Cerri      | Lancia Rally 037                    | ERC                                   |
| 1986  | 17e Rallye Albena - Zlatni Piassatzi - Sliven | Benigno Fernandez    | Jose Lopez Orozco   | Opel Manta 400                      | ERC                                   |
| 1987  | 18e Rallye Albena - Zlatni Piassatzi - Sliven | Patrick Snijers      | Dany Colebunders    | Lancia Delta HF 4WD                 | ERC                                   |
| 1988  | 19e Rallye Albena - Zlatni Piassatzi - Sliven | Fabio Arletti        | Leonardo Julli      | Lancia Delta HF 4WD                 | ERC                                   |
| 1989  | 20e Rallye Albena - Zlatni Piassatzi          | Robert Droogmans     | Ronny Joosten       | Ford Sierra RS Cosworth             | ERC                                   |
| 1990  | 21e Rallye Albena - Zlatni Piassatzi          | Fabrizio Tabaton     | Maurizio Imerito    | Lancia Delta Integrale 16v          | ERC                                   |
| 1991  | 22e International Rallye Zlatni               | Piero Liatti         | Luciano Tedeschini  | Lancia Delta Integrale 16v          | ERC                                   |
| 1992  | 23e International Rallye Zlatni               | Erwin Weber          | Manfred Hiemer      | Mitsubishi Galant VR-4              | ERC                                   |
| 1993  | 24e International Rallye Zlatni               | Pierre-César Baroni  | Hervé Sauvage       | Lancia Delta HF Integrale           | ERC                                   |
| 1994  | 25e International Rallye Zlatni               | Patrick Snijers      | Dany Colebunders    | Ford Escort RS Cosworth             | ERC                                   |
| 1995  | 26e International Rallye Zlatni               | Enrico Bertone       | Max Chiapponi       | Toyota Celica Turbo 4WD             | ERC                                   |
| 1996  | 27e Rallye Zlatni Piassatzi                   | Enrico Bertone       | Max Chiapponi       | Ford Escort RS Cosworth             | ERC                                   |
| 1997  | 28e Rallye Albena - Bulgaria                  | Krzysztof Hołowczyc  | Maciej Wisławski    | Subaru Impreza 555                  | ERC                                   |
| 1998  | 29e Rallye Albena - Bulgaria                  | Alex Fiorio          | Alessandro Giusti   | Ford Escort RS Cosworth             | ERC                                   |
| 1999  | 30e Rallye Albena - Bulgaria                  | Enrico Bertone       | Nicola Arena        | Renault Maxi Mégane                 | ERC                                   |
| 2000  | 31e Rallye Albena                             | Bruno Thiry          | Stéphane Prévot     | Citroën Xsara Kit-Car               | ERC                                   |
| 2001  | 32e Rallye Bulgaria - Albena                  | Armin Kremer         | Fred Berßen         | Toyota Corolla WRC                  | ERC                                   |
| 2002  | 33e Rallye Bulgaria - Albena                  | Leszek Kuzaj         | Erwin Mombaerts     | Toyota Corolla                      | ERC                                   |
| 2003  | 34e Rallye Bulgaria                           | Bruno Thiry          | Jean-Marc Fortin    | Peugeot 206                         | ERC                                   |
| 2004  | 35e Rallye Bulgaria                           | Luca Pedersoli       | Daniele Vernuccio   | Peugeot 306                         | ERC                                   |
| 2005  | 36e Rallye Bulgaria                           | Giandomenico Basso   | Mitia Dotta         | Fiat Punto                          | ERC                                   |
| 2006  | 37e Rallye Bulgaria                           | Giandomenico Basso   | Mitia Dotta         | Fiat Punto                          | ERC                                   |
| 2007  | 38e Rallye Bulgaria                           | Dimitar Iliev        | Yanaki Yanakiev     | Mitsubishi Lancer                   | ERC                                   |
| 2008  | 39e Rallye Bulgaria                           | Krum Donchev         | Stoyko Valchev      | Peugeot 207                         | ERC                                   |
| 2009  | 40e Rallye Bulgaria                           | Giandomenico Basso   | Mitia Dotta         | Fiat Grande Punto Abarth Super 2000 | ERC                                   |
| 2010  | 41e Rallye Bulgaria                           | Sébastien Loeb       | Daniel Elena        | Citroën C4 WRC                      | WRC                                   |
| 2011  | 42e Rallye Bulgaria                           | Luca Rossetti        | Matteo Chiarcossi   | Grande Punto Abarth Super 2000      | ERC                                   |
| 2012  | 43e Rallye Bulgaria                           | Dimitar Iliev        | Yanaki Yanakiev     | Škoda Fabia Super 2000              | ERC                                   |
| 2013  | 44e Rallye Bulgaria                           | Oleksandr Saliuk jr. | Yevgen Chervonenko  | Škoda Fabia Super 2000              | ERCup (raisons économiques invoquées) |